# Centro de Artes de Mesa
El Centro de Artes de Mesa (en inglés: Mesa Arts Center) es un complejo de artes escénicas y visuales situado en el centro de la ciudad de Mesa (Arizona), al sur de los Estados Unidos. Con más de 210.000 pies cuadrados, la instalación costó 95 millones de dólares, y se concluyó en 2005, convirtiéndose en la mayor escuela de artes integrales en el estado.
El Centro de Artes de Mesa abarca cuatro salas de espectáculos, desde el íntimo Farnsworth Studio Theatre con 99 asientos hasta el Ikeda Theatre con 1.600 asientos. El centro alberga el Museo de Arte Contemporáneo de Mesa, que cuenta con cinco galerías de arte con 510 m2 de espacio de exposición. La instalación también cuenta con 14 estudios únicos de arte visuales y escénicas. Las áreas de usos múltiples en todo el campus brindan espacios de presentación y reunión tanto en el interior como al aire libre.

## Arquitectura
La arquitectura de todo el complejo es principalmente posmoderna. Cuenta con ángulos agudos y dentados, paredes inclinadas, techos inclinados y paredes de vidrio, y es un reflejo de la cultura vernácula local, tanto en colores como en materiales. El campus está inspirado en una geoda y guía a los peatones desde los muros exteriores de hormigón hasta un espacio central de vidrio, agua y color. Este campus ha sido diseñado para reflejar el desierto de Sonora. El complejo fue diseñado por la firma de arquitectos Bora Architects, de Portland (Oregón), en asociación con DWL Architects + Planners, Inc., de Phoenix (Arizona). Martha Schwartz actuó como arquitecta paisajista para el proyecto. Michael Tingley fue el arquitecto principal de Bora Architects, que se asoció con Schwartz en la creación de este complejo.
Shadow Walk es un paseo importante que atraviesa el campus y que está bordeado de jardines al aire libre, patios hundidos, espacios para espectáculos, fuentes de agua, pérgolas de acero inoxidable y marquesinas gigantes. Además del Shadow Walk, se ha agregado arte público a la arquitectura para conectarla con la comunidad. Por ejemplo, se han colocado obras como "Paisajes fragmentados" de Ned Kahn, "Colorwalk" de Beth Galston, "Light Storm" de Catherine Widgery y "Memento" de Rebecca Ross.